# Amblimation
Amblimation — британско-американская студия анимационных фильмов, дочерняя компания Universal Studios и Amblin Entertainment, функционировавшая с 1989 по 1995 годы. Студия располагалась в Лондоне и насчитывала более 250 сотрудников. Основатель и исполнительный продюсер всех фильмов — Стивен Спилберг. В коллектив студии вошли художники, принимавшие участие в работе над фильмом «Кто подставил кролика Роджера», а также французы — выпускники парижской анимационной школы Gobelins.
За время своего существования Amblimation выпустила всего три полнометражных мультфильма — «Американский хвост 2: Файвел отправляется на Запад» (1991; сиквел мультфильма Дона Блута «Американский хвост»), «Мы вернулись! История динозавра» (1993) и «Балто» (1995). По разным причинам ни один из этих фильмов не имел кассового успеха. Разрабатывались также проекты анимационных экранизаций мюзикла «Кошки» Эндрю Ллойда Уэббера и «Сказок просто так» Киплинга, но они не были осуществлены. После того, как Спилберг, Джеффри Катценберг и Дэвид Геффен основали компанию DreamWorks SKG, студия прекратила работу, большинство её сотрудников перешло в анимационное подразделение DreamWorks, а в 1997 году компания была окончательно упразднена.
Логотипом Amblimation был Файвел Мышкевич — главный персонаж серии мультфильмов «Американский хвост».

## Фильмография
| № | Год  | Русское название                                   | Оригинальное название              |
| - | ---- | -------------------------------------------------- | ---------------------------------- |
| 1 | 1991 | Американский хвост 2: Файвел отправляется на Запад | An American Tail: Fievel Goes West |
| 2 | 1993 | Мы вернулись! История динозавра                    | We’re Back! A Dinosaur’s Story     |
| 3 | 1995 | Балто                                              | Balto                              |